# Mirindas asesinas
Mirindas asesinas es un cortometraje de 1990, dirigido por Álex de la Iglesia y rodado en la localidad vizcaína de Erandio.

## Sinopsis
Un hombre se adentra en una taberna de lo más lúgubre y sombría, se coloca frente al camarero y le pide "una mirinda bien fría". Una vez que el tabernero intenta cobrarle las 120 pesetas correspondientes al coste de la bebida, comienzan los problemas, ya que el cliente se intenta excusar en que el mentado no le había advertido que se la cobraría, iniciándose una serie de asesinatos indiscriminados que irán acumulando cadáveres en el local, mientras que los clientes rutinarios pasan por delante sin darse cuenta de que se trata de cuerpos sin vida.
La apariencia del hombre que pide el refresco en la barra del bar, es de una buena persona y calmada, pero con el tiempo podemos descubrir que hay apariencias que engañan. El cortometraje intenta expresar en tan solo 12 minutos, el desinterés que muestran algunas personas a su alrededor y la falta de atención a la hora de escuchar a los demás.

## Reparto
- Álex Angulo, como el asesino.
- Saturnino García, como un pobre diablo.
- José Antonio Álvarez, como camarero.
- Ramón Barea, como el de las corridas de toros.
- Óscar Grijalba, como el del teléfono.